# Toarps socken
Toarps socken i Västergötland ingick i Ås härad, ingår sedan 1974 i Borås kommun och motsvarar från 2016 Toarps distrikt.
Socknens areal är 87,78 kvadratkilometer varav 85,77 land. År 2000 fanns här 7 087 invånare (2 257 invånare år 1904).  En del av tätorten Gånghester, tätorterna Målsryd och Dalsjöfors samt kyrkbyn med sockenkyrkan Toarps kyrka ligger i socknen.
Från socknen kommer allmogeljuskronan Toarpskronan, som under 1800-talets andra hälft tillverkades av smeden Per Persson (1825-1909) i byn Ammarp.

## Administrativ historik
Socknen har medeltida ursprung.  
Vid kommunreformen 1862 övergick socknens ansvar för de kyrkliga frågorna till Toarps församling och för de borgerliga frågorna bildades Toarps landskommun. Landskommunen utökades 1952 och uppgick 1967 i Dalsjöfors landskommun som 1974 uppgick i Borås kommun.
1 januari 2016 inrättades distriktet Toarp, med samma omfattning som församlingen hade 1999/2000.
Socknen har tillhört län, fögderier, tingslag och domsagor enligt vad som beskrivs i artikeln Ås härad. De indelta soldaterna tillhörde Älvsborgs regemente, Ås kompani.

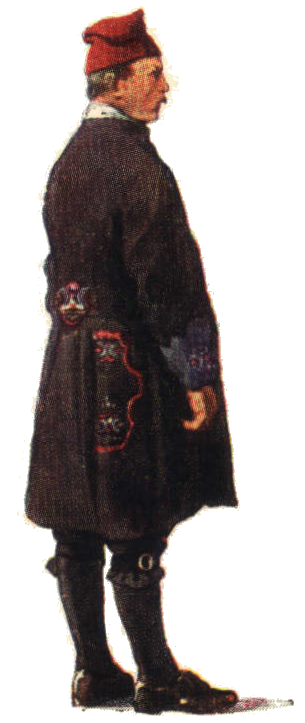
Toarpsdräkt Mansdräkten

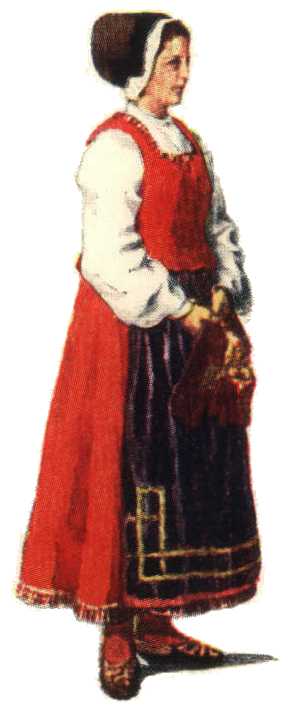
Kvinnodräkten

.

## Geografi
Toarps socken ligger öster om Borås. Socknen är en höglänt moss- och sjörik skogsbygd med höjder som i Hjortrydsåsen når 327 meter över havet.

## Fornlämningar
Ena boplats och en hällkistor från stenåldern är funna. Från bronsåldern finns spridda gravrösen. Från järnåldern finns gravar.

## Namnet
Namnet skrevs 1409 Thodethorp, 1489 Towatorppa eller Torvatorpa och kommer från kyrkbyn. Efterleden innehåller torp, 'nybygge'. Förleden innehåller mansnamnet Tove.